# 2903 Zhuhai
2903 Zhuhai è un asteroide della fascia principale. Scoperto nel 1981, presenta un'orbita caratterizzata da un semiasse maggiore pari a 2,5619144 UA e da un'eccentricità di 0,0590296, inclinata di 14,34165° rispetto all'eclittica.